# Wolfgang Mager
Wolfgang Mager (ur. 24 sierpnia 1952 w Kamenz) – niemiecki wioślarz reprezentujący NRD, dwukrotny medalista olimpijski i pięciokrotny medalista mistrzostw świata.

## Kariera
Wystąpił na igrzyskach olimpijskich w Monachium w 1972, wspólnie z Siegfriedem Brietzke zdobywając złoty medal w dwójkach bez sternika. Wschodnioniemiecka dwójka o 3,90 sekundy wyprzedziła Szwajcarów i o 5,54 sekundy Holendrów. Na rozgrywanych cztery lata później igrzyskach olimpijskich w Montrealu startował w czwórkach bez sternika. Siegfried Brietzke, Andreas Decker, Stefan Semmler i Wolfgang Mager zdobyli złoty medal, wyprzedzając o 3,80 sekundy Norwegów i o 5,10 osadę ZSRR. 
W tej samej konkurencji zdobył ponadto złote medale na mistrzostwach świata w Lucernie (1974), mistrzostwach świata w Nottingham (1975), mistrzostwach świata w Amsterdamie (1977) i mistrzostwach świata w Bledzie (1979). W międzyczasie zdobył też srebrny medal na mistrzostwach świata w Cambridge (1978).
W 1976 odznaczony Złotym Orderem Zasługi dla Ojczyzny.
Z zawodu był nauczycielem.